# Robert Lawrence Trask
Robert Lawrence "Larry" Trask (Olean, Nueva York, 10 de noviembre de 1944 - Hove, Sussex, Reino Unido, 27 de marzo de 2004) fue un lingüista estadounidense, radicado durante toda su vida profesional en el Reino Unido.

## Biografía
Nació en el estado de Nueva York. Inicialmente estudió Química en su país natal, en el estatal Rensselaer College y en la Brandeis University de Massachusetts pero, tras una breve temporada como docente de química en el Peace Corps (agencia federal estadounidense para promocionar el entendimiento de EE. UU. con el resto del mundo), y otra en la Middle East Technical University de Ankara (Turquía), decidió trasladarse a vivir a Londres, donde conoció y contrajo matrimonio con su primera esposa, también química y vasca, Esther Barrutia. Posiblemente a causa de ella empezó a interesarse por el vasco y descubrió la Lingüística. Se graduó en esta ciencia en el Central London Polytechnic y más tarde recibió su doctorado en la School of Oriental and African Studies de la Universidad de Londres. A partir de entonces enseñó en diversas universidades del Reino Unido, como la de Liverpool, desde 1979. En 1988 la Universidad de Sussex creó para él una cátedra personal de Lingüística, que desempeñó hasta su muerte. Una vez divorciado, contrajo segundas nupcias con Jan Lock.
Llegó a ser una autoridad en lengua vasca, y fue miembro honorario de Euskaltzaindia. También era un experto reconocido en Lingüística histórica y había escrito sobre los problemas del origen de la lengua. Publicó igualmente un libro de divulgación científica sobre la Lingüística. 
Cuando murió, a los 59 años, se hallaba disfrutando de una Leverhulme Fellowship para desarrollar sus investigaciones, compilando material para un diccionario etimológico de Euskera. Sobrellevaba a la vez una esclerosis lateral amiotrófica que le privó del habla, lo que no le impidió seguir su correspondencia por correo electrónico y en listas electrónicas hasta dos días antes de morir. Los colegas le preparaban por entonces un volumen de homenaje por su 60 cumpleaños, que él no llegó a ver. 
Entre sus libros, firmados como R.L. Trask, se cuentan:
- Historical Linguistics (1996), ISBN 0-340-60758-0
- The History of Basque, Londres (1997), ISBN 0-415-13116-2 Reeditado en 2013 por Routledge, ISBN 978-0415131162, parcialmente accesible en Google Books y en Amazon (consultados el 22-11-2013).
- Introducing Linguistics by R L Trask and Bill Mayblin (2000), ISBN 1-84046-169-1
- The Penguin Dictionary of English Grammar (2000), ISBN 0-14-051464-3
- Time Depth in Historical Linguistics (coeditor) (2000), ISBN 1-902937-06-6